# نيكولاس كوك
نيكولاس كوك (بالإنجليزية: Nicholas Cooke) (و. 1717 – 1782 م) هو سياسي أمريكي، ولد في بروفيدنس، رود آيلاند، توفي في بروفيدنس، رود آيلاند، عن عمر يناهز 65 عاماً.

## مناصب
تولى منصب حاكم جزيرة رود ‏ (7 نوفمبر 1775–4 مايو 1778).
| المناصب السياسية | المناصب السياسية                               | المناصب السياسية |
| ---------------- | ---------------------------------------------- | ---------------- |
| سبقه             | حاكم جزيرة رود (1) 7 نوفمبر 1775 - 4 مايو 1778 | تبعه             |